# ميخائيل كوهن (مغن مؤلف)
ميخائيل كوهن (بالإنجليزية: Michael Cohen)‏ هو مغن مؤلف أمريكي، ولد في 24 يناير 1951، وتوفي في 28 نوفمبر 1997.